# Alfredo Graziani
Alfredo Graziani (Tempio Pausania, 2 gennaio 1892 – Tempio Pausania, 8 agosto 1950) è stato un militare e avvocato italiano.
Partecipò alla prima guerra mondiale, dove divenne grande amico di Emilio Lussu, alla campagna d'Etiopia, alla guerra civile spagnola e alla seconda guerra mondiale. Citato dal Lussu nel suo libro Un anno sull'Altipiano con lo pseudonimo di “Tenente Scopa”, fu uno dei personaggi più celebri fra i sardi che combatterono la prima guerra mondiale ed è noto soprattutto nella storia della Brigata Sassari.

## Biografia
Nacque a Tempio Pausania il 2 gennaio 1892, figlio di Carlo e Battistina Morla. Frequentò le scuole primarie e il primo biennio di ginnasio nella sua città natale, e poi lo terminò a Livorno dove si era, per pochi anni, trasferito con la famiglia. Arruolato nel Regio Esercito, svolse il servizio di leva nell'arma di cavalleria frequentando la scuola allievi-ufficiali di Pinerolo, da cui si congedò nel corso del 1914. Il 30 ottobre dello stesso anno si iscrisse alla facoltà di giurisprudenza presso l'università di Pisa.
Con l'entrata in guerra del Regno d'Italia, avvenuta il 24 maggio 1915, fu richiamato in servizio attivo in forza al 18º Reggimento "Ussari di Piacenza", ricoprendo l'incarico di ufficiale d'ordinanza del comandante della Brigata "Sassari", maggiore generale Luigi Calderari. Ottenne di far parte dei corpi combattenti sin dai primi mesi di guerra, e il 21 agosto si distinse durante l'occupazione della trincea detta "il dente del groviglio", una solida posiziona avanzata sul Carso (chiamata anche "Trincea Zeta"), difesa da un battaglione di honvéd ungheresi. Al comando della 12ª Compagnia del 3º Battaglione del 151º Reggimento, con 30 uomini scelti catturò  87 prigionieri e una mitragliatrice, rimanendo ferito e venendo poi decorato con la Medaglia di bronzo al valor militare. 
Il futuro generale Leonardo Motzo lo descrisse così: quadrato e massiccio uomo di azione e di cuore, e ancora un nobile esempio per i soldati, che lo seguivano ammirati ed entusiasti.
Il 27 settembre 1916 rimase gravemente ferito ad un piede dallo scoppio di una bomba, rientrando in trincea il 10 aprile 1917 non ancora del tutto guarito. In realtà non si riprese mai del tutto e fu costretto a continue visite e ricoveri negli ospedali. Verso la fine del mese di ottobre cedette al capitano Mariani il comando della 12ª Compagnia per assumere quello della 2ª Compagnia.  Lasciò il fronte nel marzo 1918 con una licenza per 45 giorni di convalescenza impostagli dai medici e ritornò a Tempio Pausania. In Sardegna il tribunale sanitario lo dichiarò inabile al servizio attivo per altri sei mesi, ma gli fu consentito di addestrare le reclute da inviare al fronte. Apprese della fine della guerra e una volta lasciato il servizio, nel 1919 con Diego Pinna e Gavino Gabriel, fu uno dei capi della sezione tempiese dell'Associazione nazionale combattenti che fornì i quadri sia alla locale sezione del Partito Sardo d'Azione (la prima costituitasi in Sardegna), sia a quella del Fascio di Combattimento (anche questa la prima in Sardegna). Sembrava destinato a svolgere un ruolo importante nelle vicende politiche regionali di quegli anni: infatti, in seguito al primo congresso regionale del Psd'Az (Oristano, 16-17 aprile 1921) venne eletto nel direttivo provinciale di Sassari grazie anche alla notorietà ottenuta sul fronte. Poi, invece, già dall'anno successivo, il 1922, non fece più parte del direttorio né del Partito Fascista. Il 12 maggio 1922 conseguì poi la laurea in giurisprudenza a Sassari e nel settembre dello stesso anno si iscrisse all'albo dei procuratori legali, intraprendendo la carriera forense. Nel 1923 sposò Maria Corda e dal loro matrimonio nacquero tre figli, Carlo (1925), Francesco (1928) e Caterina (1937).
Nel 1926 fu tra i candidati del listone fascista per le elezioni comunali. Negli anni del consolidamento del regime e del consenso (tra il 1926 e il 1938) egli non ricoprì incarichi politici. Non ne ebbe nemmeno dopo aver pubblicato nel 1934 Fanterie sarde all'ombra del Tricolore, firmato come "Tenente Scopa, a cura dell'avv. Alfredo Graziani", con prefazione di S. E. il generale Cesare Maria De Vecchi conte di Val Cismon. Il libro ottenne il plauso del mondo culturale e meritò segnalazioni e recensioni su diversi giornali sardi e italiani. Nel corso del 1935, dopo lo scoppio della guerra d'Etiopia, partì volontario per l'Africa Orientale, dove fu insignito dell'onorificenza di Cavaliere della Corona d'Italia  dopo che al fronte, nei pressi di Damas in Eritrea, col grado di primo capitano nel XXIII Gruppo Cammelli, fu ferito in combattimento. Finita la guerra con la proclamazione dell'Impero italiano (maggio 1936), nel 1937 partì volontario per la campagna di Spagna in cui l'Italia si trovò ad appoggiare i nazionalisti del generale Franco. Combatte in forza alla 138ª Legione della MVSN dal giugno 1937 al marzo 1938,  rimanendo nuovamente ferito. Durante la seconda guerra mondiale partecipò alla campagna di Grecia (questa volta come richiamato), al termine della quale lasciò definitivamente la vita militare.  Negli ultimi dieci anni di vita riprese a esercitare la sua professione di avvocato a Tempio e a Iglesias. Morì a Tempio Pausania l'8 agosto 1950 all'età di 58 anni, e per onorarne la memoria gli è stata intitolata una via della città.

## Pubblicazioni
- Fanterie Sarde all'ombra del Tricolore, Gallizzi, Sassari, 1934.

### Annotazioni
1. ↑  La famiglia apparteneva all'alta borghesia cittadina, con il nonno paterno Giovanni che era stato Consigliere di Corte d'Appello, ed il nonno materno Francesco Morla Cancelliere di Pretura.
2. ↑  Soffriva di dolori atroci calmati, a sua insaputa, con l'utilizzo di massicce dosi di morfina che lo segnarono profondamente.
3. ↑  La felicità per la vittoria fu turbata dal grande dolore per la morte del fratello Francesco, prima dato per disperso e poi accertato morto, in prigionia per malattia.
4. ↑  Figlia di Pietro Corda e Caterina Azzena, contrasse così parentela con altre due famiglie che avrebbero avuto grande peso nella gestione politica e amministrativa della città e del territorio durante il fascismo.
5. ↑  Nell'archivio di famiglia sono conservate due lettere di Remo Branca, in cui gli esprime i suoi complimenti. L'opera è stata ripubblicata nel 1987 e nel 2003 da La Nuova Sardegna come supplemento al quotidiano.

### Fonti
1. 1 2 3 4 5 6 7 8  La Nuova Sardegna.
2. 1 2  Luthar 2016, p. 124.
3. 1 2 3 4 5 6 7 8 9 10 11 12 13 14 15 16 17  Combattenti e Reduci.